# Boynguel Bamba
Boynguel Bamba est une localité du Sénégal, située dans le département de Goudiry et la région de Tambacounda, dans l'est du pays.
C'est le chef-lieu de l'arrondissement de Boynguel Bamba depuis la création de celui-ci par un décret du 10 juillet 2008. 
On y dénombre 693 personnes et 75 ménages.